# Локан (Ламдонг)
Лока́н (вьет. Lộc An) — община в уезде Баолам, провинция Ламдонг, Вьетнам.
Имеет площадь 48,55 км², население в 1999 г. составляло 16491 человек, плотность населения — 340 чел/км².

## Географическое положение
Прохладный четырехсезонный климат, холмистый рельеф. Через общину протекает часть реки Ланга.

## Население
Здесь проживает много этнических меньшинств, помимо вьетов есть срэ и небольшое количество хоа.

## Экономика
В Локане выращивают дуриан, а также кофе и чай.

## Примечание
1. ↑  GEOnet Names Server — 2018.
2. ↑  Mã số đơn vị hành chính Việt Nam. Bộ Thông tin & Truyền thông. Дата обращения: 10 апреля 2012. Архивировано 24 марта 2013 года.